# Dojrzałość w sieci

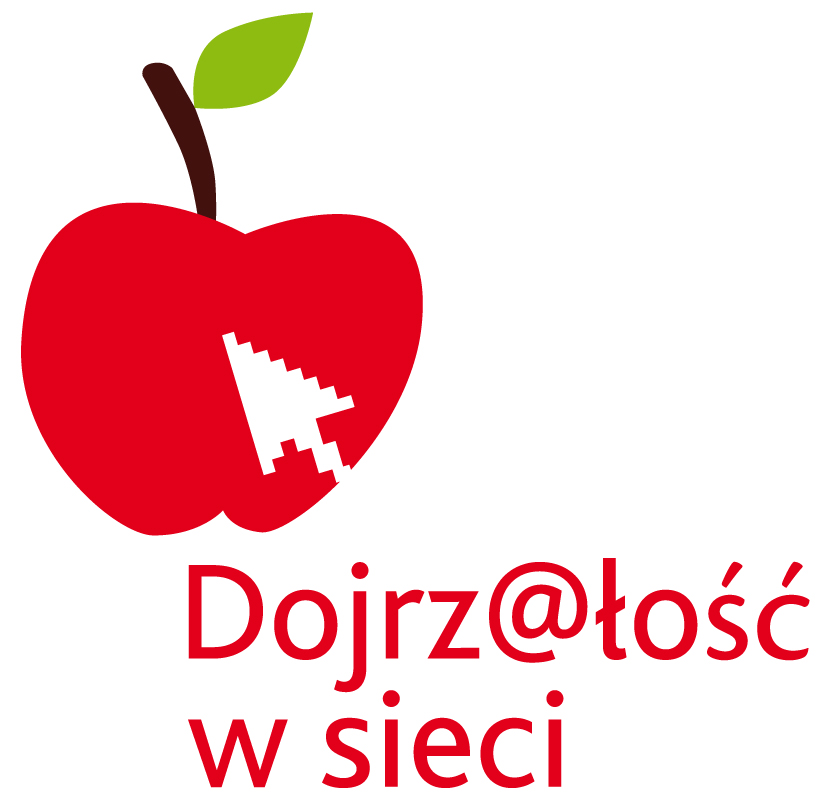
Logo Koalicji

Koalicja Cyfrowego Włączenia Generacji 50+ „Dojrz@łość w sieci” – istniejąca od 8 marca 2010 r., koalicja organizacji pozarządowych, firm, urzędów i innego rodzaju instytucji, które wspólnie działają przeciw wykluczeniu technologicznemu seniorów, definiowanych jako osoby w wieku powyżej 50 lat. 

## Powstanie i skład
Koalicja została zainaugurowana przez UPC Polska i Akademię Rozwoju Filantropii w Polsce. Współzałożycielami i pierwszymi członkami Koalicji są IBM, Onet.pl, Microsoft, F-Secure, Konfederacja Lewiatan, Fundacja Rozwoju Społeczeństwa Informacyjnego, Związek Harcerstwa Polskiego i Fundacja dla Uniwersytetu Jagiellońskiego. Członkami Koalicji są Telekomunikacja Polska S.A., Fundacja Widzialni, Stowarzyszenie Społeczeństwa Wiedzy. Patronat nad inicjatywą objęli Urząd Komunikacji Elektronicznej, Ministerstwo Spraw Wewnętrznych i Administracji oraz Ministerstwo Infrastruktury. Partnerem Koalicji jest Urząd Miasta Krakowa.
Idea powołania Koalicji Cyfrowego Włączenia Generacji 50+ „Dojrz@łość w sieci” zrodziła się w wyniku doświadczeń związanych z realizowanym przez UPC od 2006 roku programem społecznym Akademia e-Seniora UPC oraz rezultatów badań nad wykorzystaniem nowych technologii przez osoby 50+.

## Działalność

### KonferencjaBudowa kapitału cyfrowego generacji 50+
25 października 2010 roku, odbyło się forum dyskusyjne pt. Budowa kapitału cyfrowego generacji 50+. Uczestniczyli w nim m.in. prezes UKE, Anna Streżyńska, minister Krystyna Szumilas, minister Magdalena Gaj oraz przedstawiciele biura pełnomocnika ds. równego traktowania, ministerstw gospodarki, kultury i dziedzictwa narodowego, Komisji Europejskiej, organizacji pozarządowych, eksperci ze środowiska akademickiego i liderzy opinii. Głównym celem spotkania było omówienie możliwości i szans zwiększania innowacyjności i konkurencyjności polskiej gospodarki w kontekście włączenia cyfrowego osób dojrzałych oraz realizacji założeń Europejskiej Agendy Cyfrowej. Tematem dyskusji był także wpływ kompetencji cyfrowych na przedłużenie aktywności zawodowej grupy 50+. Debatowano również o roli zaufania do nowych technologii w rozwoju społeczeństwa cyfrowego.
Patronat nad Forum objął Parlament Europejski, Komisja Europejska oraz Ministerstwo Pracy i Polityki Społecznej. Punkt wyjścia do dyskusji stanowił Raport Otwarcia Koalicji Cyfrowego Włączenia Generacji 50+ Dojrz@łość w sieci. Między alienacją a adaptacją. Polacy w wieku 50+ wobec Internetu.

### Raport
Raport Otwarcia Koalicji „Dojrz@łość w sieci”: Między alienacją a adaptacją. Polacy w wieku 50+ wobec Internetu został przygotowany z inicjatywy i dzięki wsparciu UPC Polska, przez grono ekspertów pod kierownictwem Dominika Batorskiego z Interdyscyplinarnego Centrum Modelowania Matematycznego i Komputerowego Uniwersytetu Warszawskiego. Na potrzeby raportu przeanalizowane zostały wyniki najważniejszych badań dotyczących korzystania z nowych technologii prowadzone w Polsce w ostatnich latach (między innymi Diagnozy Społecznej), przeprowadzone zostały również badania jakościowe oraz analizy dokumentów strategicznych i programów działań z Polski i UE.